# Josef Müller
Pour les articles homonymes, voir Müller.
Josef Müller, surnommé « Ochsensepp », né le 27 mars 1898 à Steinwiesen (royaume de Bavière) et mort 12 septembre 1979  à Munich, est un avocat, résistant et homme politique allemand.
Josef Müller, avocat, est une des principales figures de la résistance catholique allemande au nazisme. Au début de la Seconde Guerre mondiale, il établit un lien régulier entre l'opposition intérieure à Adolf Hitler au sein de l'Abwehr (l'amiral Canaris, Hans von Dohnanyi, Hans Oster) et les autorités vaticanes. À travers son contact régulier avec Robert Leiber, conseiller personnel de Pie XII, il permet à la résistance allemande de négocier avec les Alliés un projet d'armistice en cas de coup d’État contre Hitler. En 1943, Müller est arrêté par les services de sécurité. Il est jugé en mars 1944 et acquitté, mais reste en prison. En juillet après l'attentat contre Hitler, il est arrêté par la Gestapo et interné par la SS. Il échappe de peu à la pendaison et reste prisonnier des SS jusqu'à la fin de la guerre. Transporté dans le Tyrol du Sud en tant que « prisonnier spécial », il est libéré le 5 mai 1945 par la 15e armée américaine.
De retour en Allemagne, il contribue à la fondation de la CSU et œuvre à la construction européenne.

## Biographie
Josef Müller est né le 27 mars 1898 à Steinwiesen (royaume de Bavière).
Josef Müller est un avocat autodidacte, d'origine paysanne, héros de la Première Guerre mondiale, et décoré à cette occasion de la Croix de fer. Bavarois, il est un « amateur de bière », et surnommé « Jo le bœuf » car pour payer ses études, il avait conduit un char à bœufs.
À Munich, il devient vite une figure incontournable de la ville. Son métier de juriste l'amène à siéger dans des conseils d'administration et à diriger des entreprises. En plus d'aider juridiquement ses clients, il les « soutient » parfois matériellement (ce qui lui donne une très bonne appréciation populaire).
Mgr Michael von Faulhaber lui demande de défendre et redresser la holding catholique d'édition Leo Haus, qui est proche de la faillite. Progressivement Muller devient une personne de confiance du clergé allemand.

### À l'arrivée d'Hitler
En 1933, il est missionné par le cardinal Pacelli pour collecter, contrôler et synthétiser toutes les notes et informations venant de toute l'Allemagne sur les violations du concordat faites par le régime nazi. Ces rapports sont transmis au Vatican et servent à la Secrétairerie d'État pour rédiger ses doléances au gouvernement d'Hitler. Tout un réseau de communications confidentiel est mis en place par Müller pour assurer la collecte et le transfert des informations. Pour transmettre ses documents secrets à Pacelli au Vatican, Müller pilote un minuscule avion de compétition n'offrant qu'une ou deux places. Il fait ainsi la navette entre l'Allemagne et l'Italie où il remet ses documents secrets à un autre coursier. Après l'élection de Pacelli comme pape, les deux hommes restent en contact.
En 1934, lorsqu'Heinrich Himmler en personne vient pour prendre le pouvoir dans la ville de Munich, Müller conseille au président de la Bavière, Heinrich Held de faire arrêter Himmler et de le faire fusiller dans la foulée. Mais son ami hésite, et lorsque les SA débarquent, Müller n'a que le temps d'exfiltrer son ami et de l'amener en Suisse. Quelques semaines plus tard, la Gestapo vient arrêter Müller et c'est Himmler en personne qui interroge Müller. Sans hésiter, Müller avoue au SS qu'il avait conseillé à l'ex-président de Bavière de le faire arrêter et fusiller avant qu'il ne fasse son coup de force contre le gouvernement bavarois. La franchise et le courage de l'avocat impressionnent Himmler. Son courage et sa franchise impressionneront également Johann Rattenhuber, chef du Reichssicherheitsdienst, qui paradoxalement va se lier d'amitié avec l'avocat bavarois. Durant la guerre, les deux hommes vont régulièrement se rencontrer, et entre deux bières, le chef de la garde rapprochée d'Hitler va révéler des secrets de la SS à « l'espion du Vatican ».
En signe de reconnaissance pour ses services, le cardinal Pacelli autorise Müller à se marier le 29 mars 1934 avec sa fiancée Maria dans la crypte du Vatican, au-dessus de la tombe de saint Pierre.

### Durant la guerre

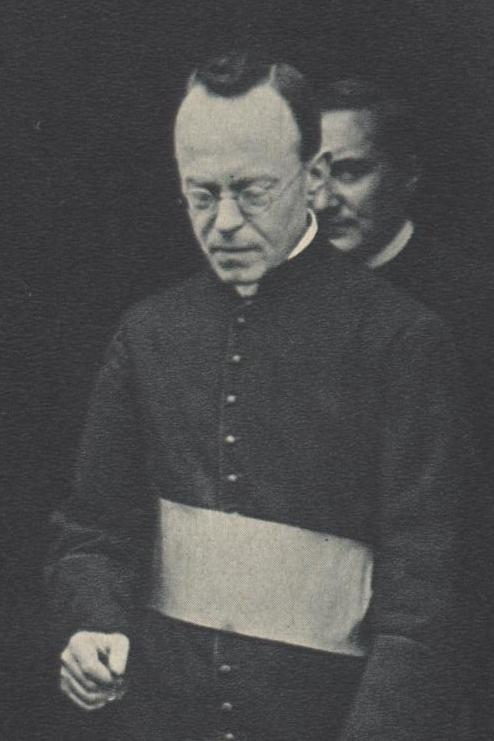
Le père Robert Leiber en 1929, proche conseiller du pape qui a servi de relais entre Pie XII et Josef Müller.

Le 27 septembre 1939, Josef Müller est recruté par l'amiral Canaris pour servir de contact entre le pape et la jeune opposition militaire allemande contre Hitler (alors centrée sur le général Franz Halder, chef d'état-major de l'armée allemande). Comme couverture, Canaris le recrute comme agent de l'Abwehr devant infiltrer le réseau de pacifistes italiens, et « espionner le Vatican ». Pour entrer en contact avec le pape, Muller contacte d'abord Monsignore Ludwig Kaas. Ce dernier est le chef du Parti catholique allemand Zentrum, en exil à Rome. Josef Müller espère pouvoir, par lui, approcher le pape et utiliser le saint-père comme un intermédiaire pour communiquer avec les Britanniques,,. Fin septembre 1939, il rencontre au Vatican Ludwig Kaas qui lui promet de transmettre sa requête à Pie XII, ce qu'il fait 15 jours plus tard.
Le pape réfléchit une journée et donne son accord à la grande surprise de ses conseillers. Le pape leur déclare : « L'opposition allemande doit être entendue en Grande-Bretagne », et il propose de servir d'intermédiaire. Au retour de Muller mi-octobre, Mgr Kaas lui annonce la « bonne nouvelle »,,,,. Par la suite, c'est par l'intermédiaire du père Leiber, proche conseiller du pape, que Josef Müller communiquera avec Pie XII,.
Il s'établit alors un canal de communication entre la résistance allemande et la Grande-Bretagne : Müller se rend à Rome avec les documents de la résistance, il les transmet au père Leiber, lors d'une courte entrevue dans une petite église jésuite de Rome. Le père transmet le message au pape, et Pie XII convoque l’ambassadeur britannique auprès du Saint-Siège, Sir D'Arcy Osborne, et lui transmet de vive voix les positions de la résistance. Le diplomate transmet alors son rapport au gouvernement britannique par la valise diplomatique. Et le gouvernement anglais répond aux résistants allemands par le même canal,,. Au cours des trois premières années du conflit, Müller va faire plus de 150 voyages entre l'Allemagne et le Vatican.
En janvier 1940, les résistants allemands informent le pape, via Müller, de la prochaine offensive vers les Pays-Bas et la Belgique. Le pape fait suivre l'information aux Alliés. Mais Hitler reporte plusieurs fois l'offensive, et à chaque fois, Müller doit partir en urgence à Rome pour donner la nouvelle date d'invasion. La dernière alerte est donnée le 1er mai 1940, le pape fait suivre à tous les gouvernements (Belgique, Pays-Bas, Grande-Bretagne, France), mais, échaudés par plusieurs fausses alertes, ceux-ci ne réagissent pas,,,.
Josef Müller va également demander au pape, au nom de la résistance allemande, de s'abstenir de toutes déclarations fortes concernant le génocide des juifs par les nazis car les résistants allemands redoutent « que cela ne rende les catholiques allemands encore plus suspects qu'ils ne l'étaient et restreigne fortement leurs libertés d'action dans leur œuvre de résistance ». Après guerre, Müller témoignera que le « mouvement de résistance voulait que le pape se tienne en retrait », et qu'« il avait suivi son avis tout au long de la guerre ».
Arrêté en avril 1943, Müller est jugé le 3 mars 1944. Il parvient à se disculper devant les juges du tribunal qui le déclarent innocent. Mais la SS souhaite l'arrêter pour de nouvelles charges. Pour lui éviter cela, ses amis de la Wehrmacht l'arrêtent immédiatement et le mettent en prison, chez eux, et sous leur protection.
Lors du complot de l'opération Walkyrie, il est prévu que Müller se rende directement à Rome pour demander un armistice aux Alliés via le pape. Müller deviendrait alors le premier « ambassadeur auprès du Vatican » du nouveau gouvernement. Mais l'opération échoue, et, après cet attentat de juillet 1944, Muller est arrêté et interrogé par la SS qui cherche à lui faire avouer sa complicité dans la tentative de meurtre d'Hitler, et son lien avec le pape. Muller résiste à toutes les pressions et reste prisonnier des SS jusqu'à la libération. Conduit à la potence le 8 avril 1945, il est sauvé à la dernière minute par un appel téléphonique de Rattenhuber qui souhaite le conserver vivant,.

### La libération
Le 15 avril 1945, il est déporté avec d'autres prisonniers vers le sud, encadré par une troupe de SS. Ils passent par Dachau avant de poursuivre leur route vers le sud. Le 28 avril, le convoi de prisonniers qui comporte plus d'une centaine de personnes arrive en Italie et s'installe à Villabassa. Des tensions commencent à se faire jour dans la troupe de SS. Profitant que leurs geôliers se saoulent, des prisonniers volent des documents et découvrent que leur geôliers ont ordre « de ne pas laisser les prisonniers arriver vivants aux mains des ennemis ». Les prisonniers organisent alors un petit groupe chargé d'aller rallier des partisans pour leur demander de venir libérer le reste des effectifs. Un autre commando vole un véhicule et part rejoindre des troupes alliés pour leur demander de venir vite à leur secours. Enfin, quelques Allemands réussissent à téléphoner en douce à Bolzano où se trouve la Xe armée de la Wehrmacht pour lui demander d'envoyer une section libérer les prisonniers et les prendre sous leur protection. Le 30 avril, les SS désertent leurs positions et une compagnie de la Wehrmacht arrive pour « libérer les prisonniers ». Ils désarment les derniers SS en place et prennent position pour résister à toute contre-attaque de Waffen-SS. Le 4 mai, une première jeep d'un détachement de la 15e armée américaine arrive dans la ville et « libère définitivement les prisonniers ». Les soldats allemands en poste viennent spontanément déposer les armes et se rendre aux Américains. Très vite le général Leonard T. Gerow arrive à son tour à la tête de sept compagnies américaines.
L'armée américaine amène les prisonniers à Naples pour les interroger, avant de les remettre en liberté,. Le 1er juin, Müller est amené au Vatican, par des officiers américains pour une rencontre privée avec le pape Pie XII. Durant 3 h, les deux hommes évoquent les péripéties de la guerre et le projet de reconstruction de l'Allemagne et de l'Europe. Face à l'incompréhension des échecs successifs de toutes les tentatives d'attentats contre Hitler et son « incroyable chance », le pape dira à Müller « nous avons dû mener une guerre contre les puissances du mal. Nous étions confrontés à des forces diaboliques ».
Anecdote : le dernier « fait d'arme militaire » de Müller sera, à son retour en Allemagne, d'obtenir la libération de trois convois de prisonniers allemands qui devaient être déportés en URSS. Pour obtenir leur libération, il a parié avec un diplomate soviétique qu'il tiendrait mieux l'alcool que lui. Et il a gagné.

### Après la guerre

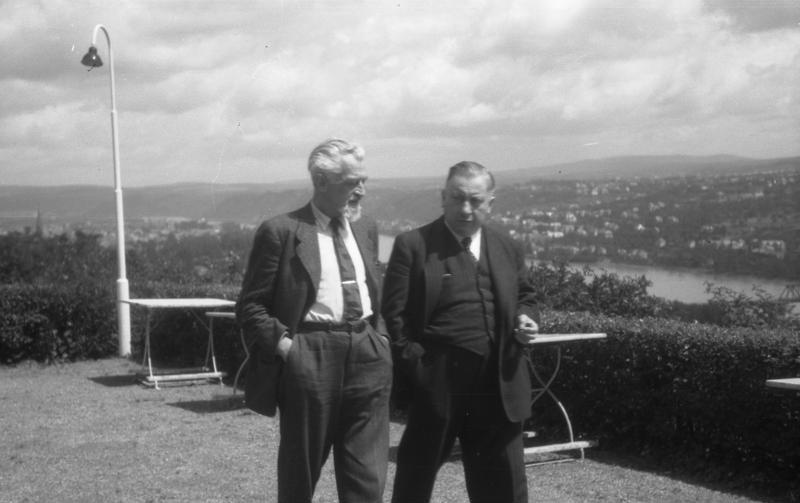
Josef Müller (à droite) avec à gauche : (à gauche) à la conférence du Rittersturz en 1948.

Müller retourne à Munich. Il est l'un des cofondateurs de l'Union chrétienne-sociale en Bavière (CSU), dont il est le premier président de 1946 à 1949. Il occupe le poste de ministre de la Justice du Land de Bavière de 1947 à 1952.
Josef Müller devient également un agent de la CIA sous le nom de code de « Robot ». Il mène des poursuites contre les criminels de guerre nazis qui n'ont pas été condamnés à Nuremberg. Actif artisan de la construction européenne, il a la réputation d'être le « parrain de l'Euro ».
Il meurt le 12 septembre 1979  à Munich.

## Notoriété

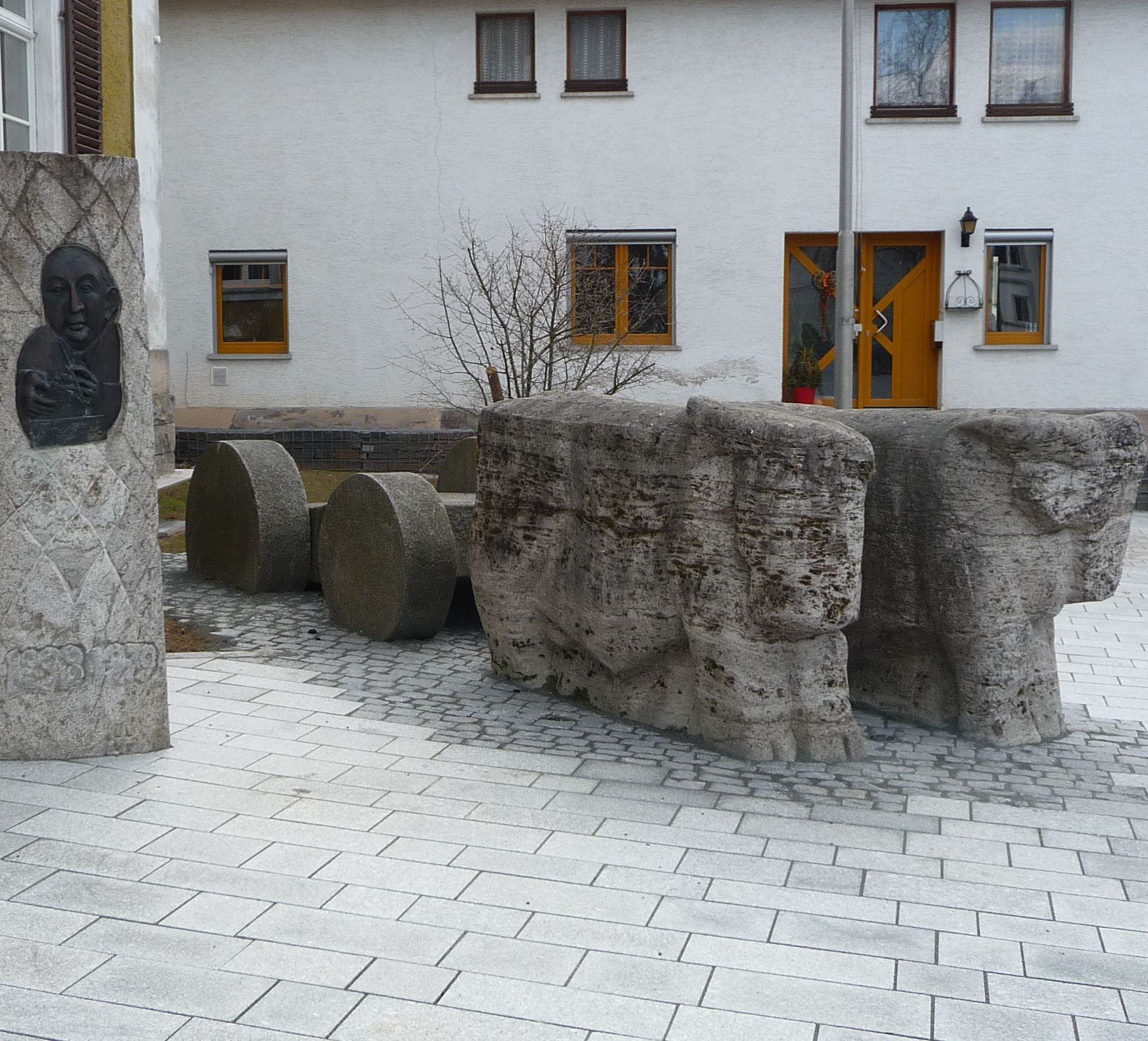
Monument Ochsensepp à la mémoire de Josef Müller, à Steinwiesen.

Sa ville natale de Steinwiesen a érigée un monument de granit à sa mémoire. Ce monument représente une charrette tirée par deux bœufs. Cette représentation fait référence à son surnom de « Ochsensepp » (Jo le Bœuf).